# Zygodon lukasii
Zygodon lukasii är en bladmossart som beskrevs av Theodor Carl Karl Julius Herzog 1938. Zygodon lukasii ingår i släktet ärgmossor, och familjen Orthotrichaceae. Inga underarter finns listade i Catalogue of Life.